# Kamienne Ogrody
Kamienne Ogrody – polska grupa muzyczna wykonująca muzykę z pogranicza rocka, grunge.
Zespół w 1994 roku zmienił nazwę z „Gardens Of Stone”, na „Kamienne Ogrody”. Z grupą związanych było kilkunastu muzyków z Makowa Mazowieckiego.

## Dyskografia
- Kamienne Ogrody (2005)
- In My World (2007)